# George T. Morgan
Pour les articles homonymes, voir Morgan.
George Thomas Morgan (24 novembre 1845 - 4 janvier 1925) est le septième graveur en chef de la Monnaie des États-Unis, connu pour avoir conçu de nombreuses pièces de monnaie , telles que le dollar Morgan, le revers du demi-dollar de la Columbian Exposition et le revers du dollar en or du National McKinley Birthplace Memorial (en).

## Biographie

### Jeunesse

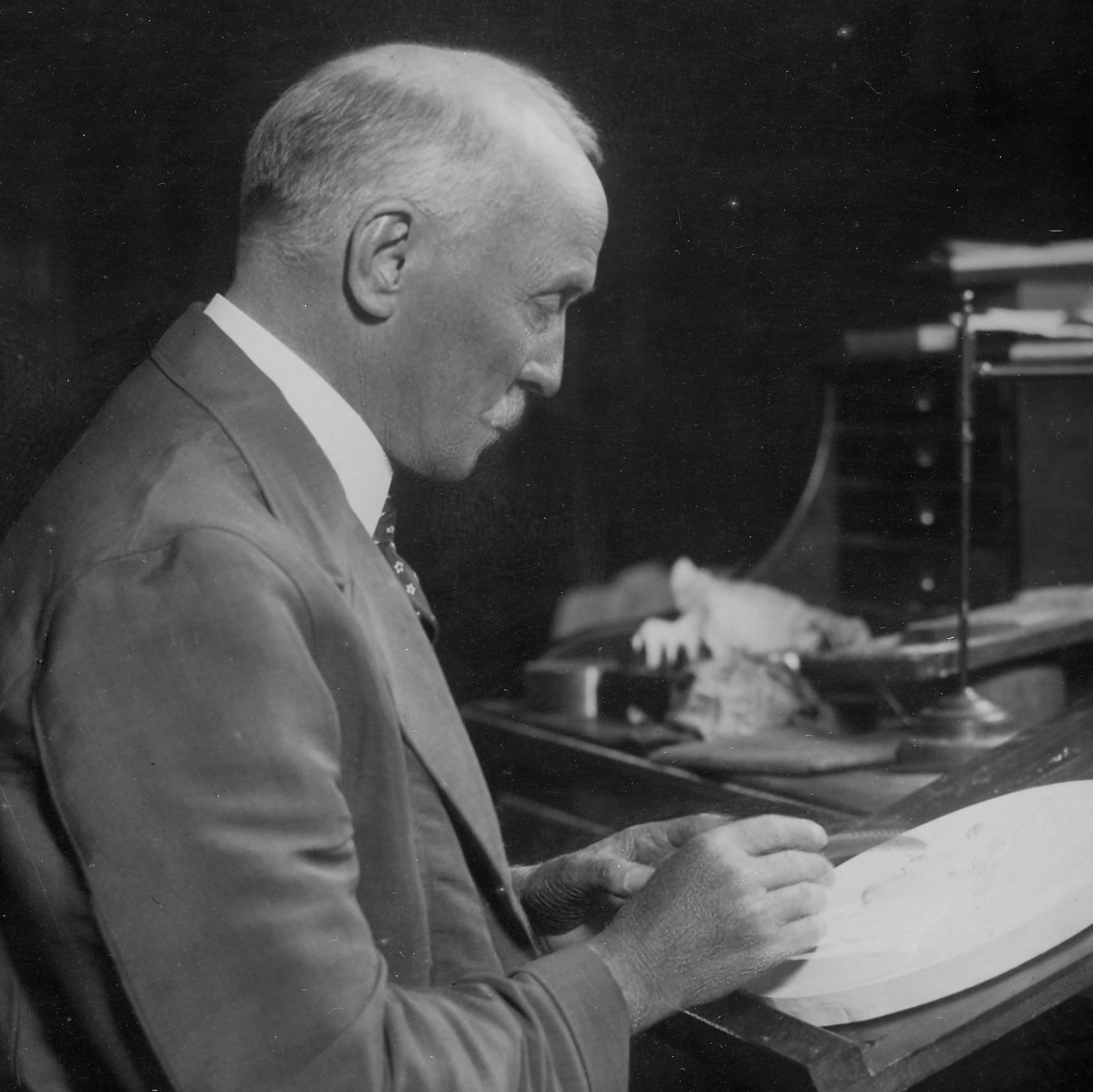
George T. Morgan dans un portrait officiel de la Monnaie, travaillant sur une gravure

Morgan naît à Birmingham, en Angleterre, où il travaille pendant de nombreuses années comme graveur de matrices.
En 1876, le directeur de la Monnaie, Henry Linderman, entreprend de faire redessiner les pièces d'argent de la nation. Il contacte C.W. Fremantle, directeur adjoint de la Monnaie royale à Londres, lui demandant de « trouver un graveur, de première classe, qui serait prêt à prendre le poste d'assistant graveur à la Monnaie de Philadelphie ». En réponse à la demande de Linderman, Fremantle écrit : « Mes demandes concernant un graveur assistant m'amènent à recommander très fortement pour ce poste M. George Morgan, 30 ans, qui s'est fait un nom considérable, mais pour lequel il n'y a pas beaucoup de débouchés actuellement dans ce pays ». Un accord est conclu entre Linderman et Morgan pour que le graveur travaille à la Monnaie de Philadelphie sous la direction du graveur en chef William Barber, à titre d'essai pendant six mois.

### Monnaie des États-Unis

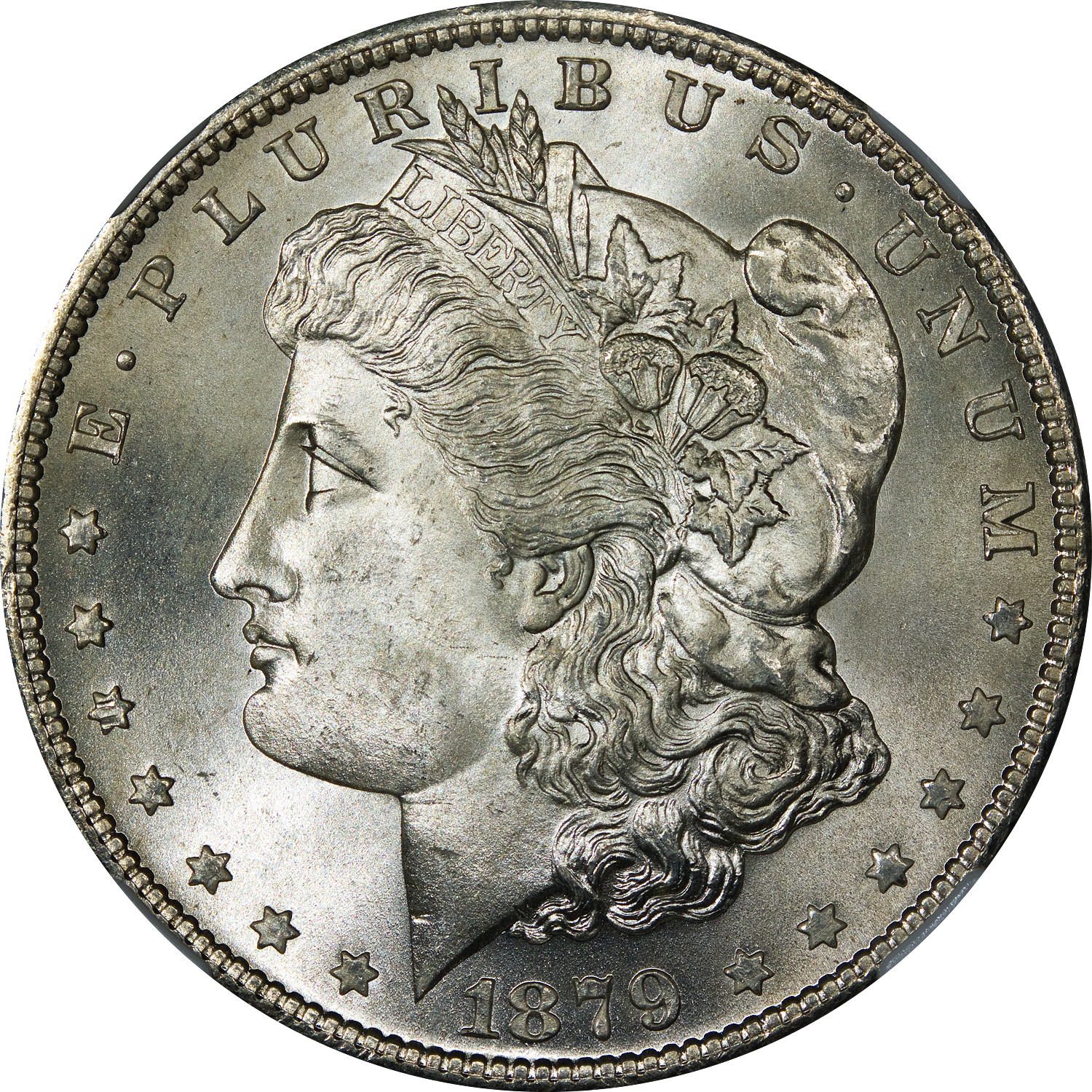
Le dollar en argent Morgan, conçu en 1876, présente une image de la déesse de la liberté.

Morgan arrive à Philadelphie le 9 octobre 1876. Ses premiers modèles de pièces conçus pendant son séjour à la Philadelphie sont destinés au demi-dollar. En 1876, Morgan s'inscrit comme étudiant à l'Académie des Beaux-Arts de Pennsylvanie pour se préparer à créer un nouveau dessin de la tête de la Liberté. Morgan effectue également des études sur la nature de l'aigle à tête blanche pour la préparation du dessin du revers. Pour la représentation de la Liberté, Morgan cherche à représenter une femme américaine plutôt que les figures habituelles de style grec. L'ami de Morgan, l'artiste Thomas Eakins, lui suggère d'utiliser comme modèle Anna Willess Williams de Philadelphie. Au total, Morgan a cinq séances avec Williams ; il déclare que son profil est le plus parfait qu'il ait vu.
Le 18 octobre 1877, Linderman demande au surintendant de la Monnaie de Philadelphie, James Pollock, de « charger M. Morgan de préparer sans délai des matrices pour un dollar en argent, les dessins, les inscriptions et leur disposition devant être identiques à l'impression d'un demi-dollar, en remplaçant les mots « Half Dollar » (demi-dollar) par « One Dollar » (un dollar) ». Linderman ordonne également à Pollock de charger M. Barber de préparer une matrice du revers pour un dollar avec une représentation d'aigle ainsi que les inscriptions requises par la loi. Il choisira la tête de la liberté qu'il préfère pour l'avers. Linderman préfère les dessins de Morgan à ceux du graveur en chef ; il écrit à Pollock le 21 février 1878 : « Je dois maintenant vous informer que j'ai l'intention, dans le cas où le projet de loi sur l'argent, actuellement en instance devant le Congrès, deviendrait loi, de demander l'approbation par le secrétaire au Trésor, des matrices préparées par M. Morgan ».
Morgan est surtout connu pour avoir conçu le dollar Morgan, l'un de ses nombreux homonymes, ainsi que la pièce de 100 dollars Gold Union, qui n'a jamais été mise en circulation.
Après lui, John R. Sinnock fut nommé huitième graveur en chef de la Monnaie des États-Unis.
Morgan se marie et a trois enfants, Mme C. M. Morgan, Leonard P. et Phyllis. Il meurt le 4 janvier 1925 au domicile de son gendre à Germantown, Philadelphie.